# 岡田茉奈
岡田 茉奈（おかだ まな、1984年5月7日 - ）は、日本のファッションモデル、タレント、女優。
岡山県出身。ソニー・ミュージックアーティスツ所属。 

## 来歴・人物
父親の転勤にともない、大阪 - 大分 - 東京 - 岡山と引っ越しを重ね、小学5年生から短大卒業までを岡山で過ごす。姉が1人いる。
高校2年生の時にミスセブンティーンに応募したことがきっかけで事務所に所属し、CUTiEでモデルとしてデビューした後、『junie』などで活動。岡山在住のままモデル活動をしていたが、短大卒業後の2005年春に上京し、現在の芸名に改名して本格的な芸能活動をはじめた。
2013年6月20日、自身のブログで一般男性と同年秋に挙式することを発表。2014年6月14日、第1子妊娠を発表。同年8月18日に長男を出産した。
歌手の大森真理子は中学・高校の同級生。イアラ所属のモデル・崎本ゆかりは高校時代からの親友。

## 出演

### テレビ
- ゴゴイチ! 〜SPACE SHOWER CHART SHOW〜（スペースシャワーTV、2005年7月 - 2006年3月）
- めざましテレビ：早耳ムスメ（フジテレビ、2006年4月 - 2007年3月）
- Make On The Holiday（M-ON!、2007年5月 - 2008年6月）
- 日立 世界・ふしぎ発見!（TBS）：ミステリーハンター

1. 2011/05/14 第1186回『山と海の秘境へ　あなたの知らない台湾』
2. 2011/09/01 第1199回『エーゲ海から母なる大地へ　追跡！女神誕生の謎』
3. 2011/12/03 第1210回『アドリア海の宝石巡り　クロアチア青い海紀行』
4. 2012/02/18 第1219回『世界を変えたインド洋の秘島　モーリシャス＆レユニオン』
5. 2012/04/21 第1226回『スペイン　バレアレス諸島　地中海の楽園が世界を変えた！』
6. 2012/08/25 第1243回『鳥になれ！空飛ぶフランス大紀行』
7. 2012/10/27 第1250回『五百対二万の戦い　のぼうの城』
8. 2013/01/19 第1259回『タヒチが燃える3日間！激走カヌー楽園伝説』
9. 2013/02/23 第1264回『アジア新時代に咲く！日本・ベトナム交流秘話』
10. 2013/03/16 第1267回『国も人もあたたかい！海外南国暮らしのすすめ～タイ・フィリピン・マレーシア～』
11. 2013/11/09 第1294回『宇宙からの贈り物隕石が生んだ南ドイツの奇跡　ネルトリンゲン』

### ドラマ
- 魔法戦隊マジレンジャー（テレビ朝日、2005年9月11日）間宮レイ役（ゲスト出演）
- MM9－MONSTER MAGNITUDE－（毎日放送、2010年）
- 私が初めて創ったドラマ『リボルバーズ』（NHK、2011年2月4日）
- 科捜研の女 第11シリーズ（テレビ朝日、2012年2月9日）押田珠美役（ゲスト出演）
- O-PARTS〜オーパーツ〜第2話（2012年2月28日、フジテレビ） - 君塚亜理紗役（ゲスト出演）

### CM
- 日清食品『とんがらし麺』（2003年）
- 日本デビットカード推進協議会 J-Debitカード（2006年）
- 日本ケンタッキーフライドチキン『1000円パック』（2007年）
- NTT西日本『フレッツ光』 光のタイミング（量販店）篇（2008年） - 長澤まさみと共演
- 日本コカ・コーラ ミニッツメイド『ピンク・グレープフルーツ・ブレンド ビューティーミックス』 ピングレの木編（2008年）
- 森永『ハイチュウ』 ハイチュウキング美人編（2008年）
- JR東海『東京☆ブックマーク』（2009年）
- エスビー食品 S&B 本生 本わさび (2009年)
- ガマニア ルーセントハート（2009年）
- 新日本石油 ENEOS「省燃費ドライブ」篇（2009年）
- 東京海上グループ イーデザイン損害保険 （2010年 - 2014年9月）
- 花王『ヘルシア緑茶』 人間ドック編 (2011年)
- P&G 『ファブリーズ』　平成家族｢家庭教師｣編(2011年)
- 小林製薬 『ケシミン液』(2012年 - ）
- 旭化成ホームプロダクツ 『サランラップ』「プロポーズだったんだ」篇(2013年)

### 映画
- ノロイ（2005年） - 君野みどり 役
- スケバン刑事 コードネーム=麻宮サキ（2006年） - 岡本奈々 役
- コラソン de メロン（2008年、監督:田中誠）
- ふうけもん（2008年公開予定、監督:栗山富夫）
- ホノカアボーイ（2009年） - ブログ女 役
- ゴールデンスランバー（2010年1月31日）

### オンラインコンテンツ
- EZ TODAY'sウォッチ（au BCMCS対応ケータイ用コンテンツ） サブMC（2007年4月2日 - ）
- ネットドラマ「美人坂」（2010年7月9日、JNC） - ゲスト出演

### インターネット配信
- GAZOO ドライブ情報 エコ女子どらい部　共演者　Vol.001 - 004清水楓　Vol.005 - 008吉川まりあ

### 雑誌
- CUTiE（モデルデビューをした雑誌）
- junie（休刊、2003年 - 2005年） - 専属モデル
- non-no（2006年 - ） - ノンノフレンド

## 作品

### イメージDVD
- Ange（2011年12月24日、竹書房）
- avenir（2012年5月18日、ワニブックス）

### 写真集
- fleur（2012年4月27日、ワニブックス、撮影：西田幸樹）ISBN 978-4847044427